# 1732
Het jaar 1732 is het 32e jaar in de 18e eeuw volgens de christelijke jaartelling.

## Gebeurtenissen
- 7 oktober - In Middelburg komt een groep van 350 Salzburgse emigranten aan: Lutheranen die om geloofsredenen hun land moesten verlaten. Een andere groep arriveert in Staats-Vlaanderen.

Zonder datum
- Rusland en Perzië sluiten de Vrede van Riascha.
- De Engelse generaal James Oglethorpe ontvangt een charter van koning George II om een eigen kolonie in de Nieuwe Wereld te stichten, die naar de koning Georgia wordt genoemd.

## Muziek
- Pietro Locatelli componeert 12 sonates voor fluit en b.c, Opus 2.

## Bouwkunst

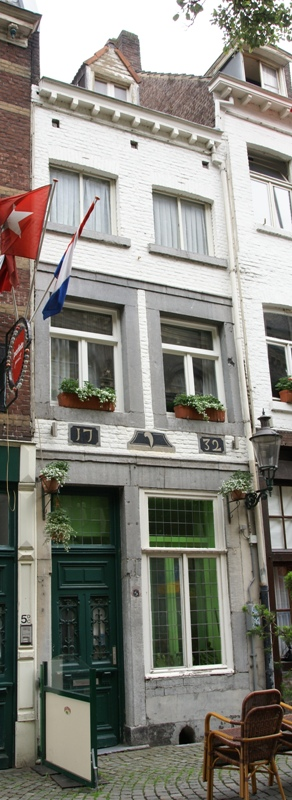
Woonhuis, Maastricht (1732)
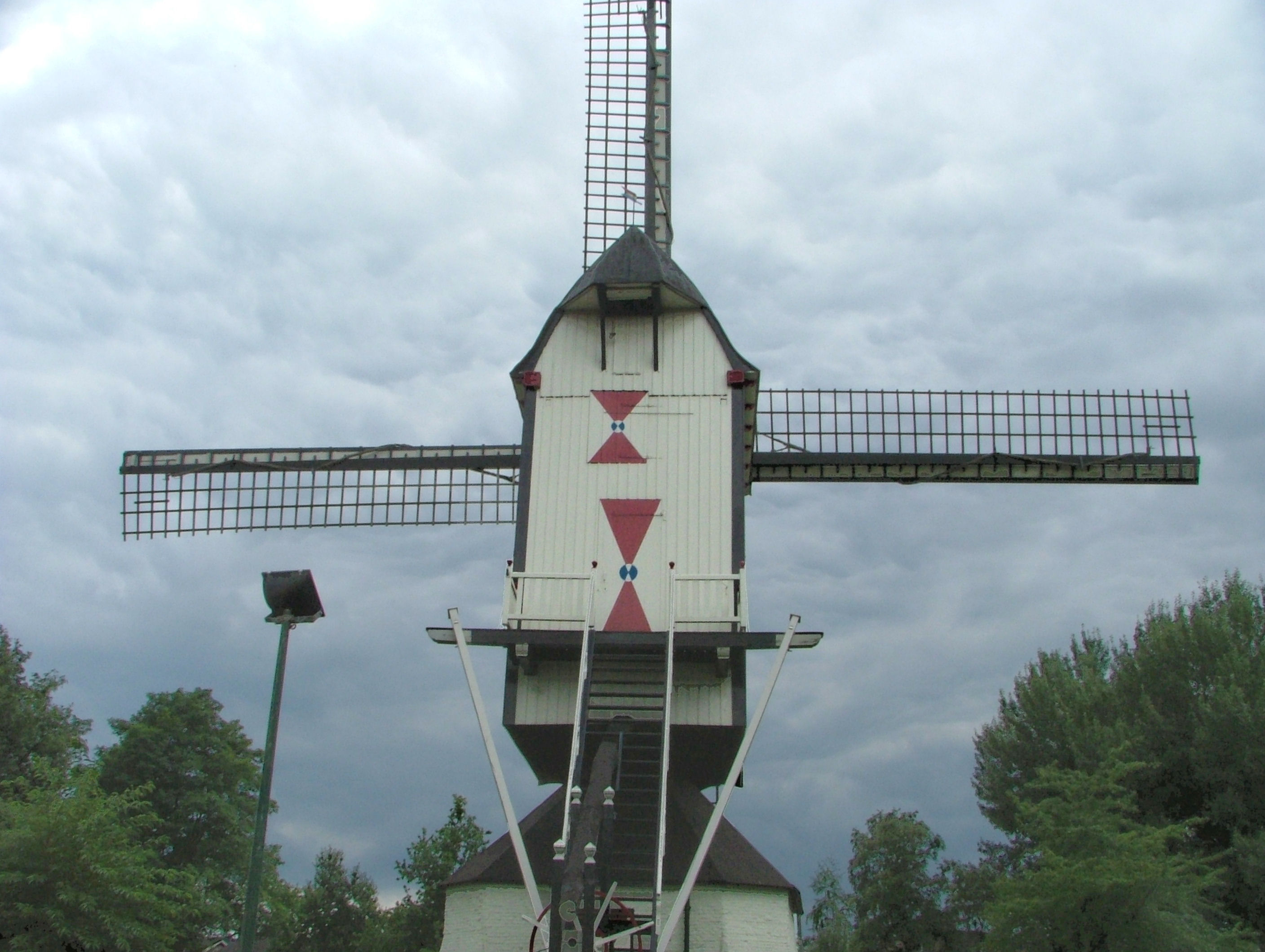
Standerdmolen Rosmalen

## Geboren
januari
- 2 - František Xaver Brixi, Boheems componist, kapelmeester en organist (overleden 1771)
- 24 - Pierre Beaumarchais, Frans schrijver en uitgever (overleden 1799)

februari
- 22 - George Washington, eerste president van de Verenigde Staten van Amerika (overleden 1799)

maart
- 31 - Joseph Haydn, Oostenrijks componist (overleden 1809)

april
- 24 - Louise de Luigné, Frans edelvrouw die in 1984 zalig verklaard werd (overleden 1794)

juni
- 13 - Honoré Fragonard, Frans anatoom (overleden 1799)
- 21 - Johann Christoph Friedrich Bach, Duits componist (overleden 1795)

augustus
- 8 - Johann Christoph Adelung, Duits taalkundige en lexicograaf (overleden 1806)

december
- 23 - Richard Arkwright, Brits uitvinder en industrieel (overleden 1792)

## Overleden
februari
- 17 - Louis Marchand (63), Frans orgel-componist en orgelist
- 21 - Ernestine Charlotte van Nassau-Schaumburg (69), regentes van Nassau-Siegen

mei
- 20 - Thomas Boston (56), Schots predikant

april
- 5 - Johann Christian Schieferdecker (52), Duits organist en componist

december
- 4 - John Gay (47), Engels dichter en toneelschrijver